# Alexander Munro
Alexander Munro (ur. 30 listopada 1870 w Stornoway, zm. 3 stycznia 1934 tamże) – brytyjski przeciągacz liny, dwukrotny medalista olimpijski.
Pracował w Metropolitan Police Service.
Wystąpił na igrzyskach olimpijskich w 1908 w Londynie, gdzie wraz z drużyną Metropolitan Police K Division zdobył brązowy w przeciąganiu liny. Z kolegami przegrał spotkanie półfinałowe London Police Team 0–2, a w meczu o 3. miejsce zwyciężyli drużynę szwedzką 2–0.
Ponownie wystartował na igrzyskach olimpijskich w 1912 w Sztokholmie. W turnieju przeciąganiu liny wystąpiły tylko dwie drużyny. Brytyjczycy przegrali ze Szwedami 0:2 i zdobyli srebrny medal.